# Laudine
Laudine la Dama della Fontana, è un personaggio del ciclo arturiano che compare nel poema Yvain, il cavaliere del Leone di Chrétien de Troyes e in altre opere basate su quella di Chrétien, come il racconto gallese Owain, o la Dama della Fontana o quello tedesco Iwein di Hartmann von Aue.
Nel poema di Chrétien, Laudine è la signora del mistico castello di Landuc, ubicato nei pressi della foresta di Brocéliande. Sposa il cavaliere della Tavola Rotonda Sir Ywain, uccisore del suo primo marito Esclados, guardiano della fontana magica del luogo, che aveva sconfitto il cugino di Ywain, Calogrenant. In seguito a una promessa da lui non mantenuta, Laudine scaccia Ywain, salvo poi perdonarlo alla fine del poema. Nell'opera si fa solo una volta il suo nome.